# DNL 2015/16
Die Saison 2015/16 war die 16. Spielzeit seit Gründung der Deutschen Nachwuchsliga, der höchsten Nachwuchsliga im deutschen Eishockey. Nachdem im Vorjahr ein neuer Modus mit zwei regional aufgeteilten Vorrunden-Gruppen getestet wurde, kehrte die Liga wieder zu einer eingleisigen Hauptrunde zurück.

## Teilnehmer und Modus
Das Teilnehmerfeld ist unverändert zur Vorsaison, da alle Teams den Klassenerhalt erreichten.
- Eisbären Juniors Berlin
- Düsseldorfer EG
- Krefelder EV
- Jungadler Mannheim
- Kölner EC
- HSV Young Freezers
- EC Bad Tölz
- ESV Kaufbeuren
- EV Landshut
- EV Regensburg
- Starbulls Rosenheim
- Augsburger EV

### Modus
Für einen Sieg nach der regulären Spielzeit werden einer Mannschaft drei Punkte gutgeschrieben, ist die Partie nach 60 Minuten unentschieden, erhielten beide Teams einen Punkt, dem Sieger der fünfminütigen Verlängerung (nur mit vier gegen vier Feldspielern) beziehungsweise nach einem nötigen Penaltyschießen wird ein weiterer Punkt gutgeschrieben. Verliert eine Mannschaft in der regulären Spielzeit, erhält sie keine Punkte. Zunächst wird in der Hauptrunde eine Doppelrunde jeder gegen jeden gespielt (44 Spiele pro Mannschaft). Die nach dem Abschluss der Hauptrunde auf den Plätzen 1 und 2 liegenden Mannschaften sind automatisch für das Endturnier um die Deutsche Meisterschaft qualifiziert. Die Platzierten 3 bis 10 ermitteln in einer Play-off-Runde (Best of three) vier weitere Teilnehmer für dieses Endturnier. Für die Mannschaften, die nach der Hauptrunde die Plätze 11 und 12 belegen, ist die Saison beendet.

## Stadien
| Verein                  | Stadionname                                    | Stadionkapazität |
| ----------------------- | ---------------------------------------------- | ---------------- |
| Düsseldorfer EG         | Eisstadion an der Brehmstraße                  | 10.285           |
| Jungadler Mannheim      | SAP Arena (Nebenhalle)                         | 500              |
| EV Landshut             | Eisstadion am Gutenbergweg                     | 6.750            |
| Krefelder EV            | Rheinlandhalle                                 | 6.714            |
| EV Regensburg           | Donau-Arena                                    | 4.961            |
| Starbulls Rosenheim     | Städtisches Kathrein-Stadion                   | 4750             |
| Eisbären Juniors Berlin | Wellblechpalast                                | 4.695            |
| EC Bad Tölz             | Hacker-Pschorr Arena                           | 4.115            |
| ESV Kaufbeuren          | Eisstadion am Berliner Platz (SparkassenArena) | 2.600            |
| Kölner EC               | Kölnarena 2                                    | 500              |
| Augsburger EV           | Curt-Frenzel-Stadion                           | 5.200            |
| HSV Young Freezers      | Eisbahn Stellingen                             | 1.500            |

## Hauptrunde
Die beiden Erstplatzierten sind direkt für das Endturnier um die Deutsche Meisterschaft qualifiziert. Die Mannschaften auf den Plätzen 3 bis 10 nehmen an einer Play-off-Runde teil um die weiteren vier Teilnehmer des Endturniers zu ermitteln. Für die Plätze 11 und 12 ist die Saison beendet.
| Pl. | Mannschaft              | Sp | S  | OTS | PSS | OTN | PSN | N  | Pkt | Tore    |
| --- | ----------------------- | -- | -- | --- | --- | --- | --- | -- | --- | ------- |
| 1.  | Jungadler Mannheim (M)  | 44 | 40 | 0   | 0   | 0   | 0   | 4  | 120 | 221:74  |
| 2.  | Kölner EC               | 44 | 34 | 2   | 2   | 1   | 1   | 4  | 112 | 208:89  |
| 3.  | Eisbären Juniors Berlin | 44 | 23 | 2   | 0   | 4   | 2   | 13 | 79  | 155:122 |
| 4.  | EC Bad Tölz             | 44 | 21 | 3   | 1   | 2   | 1   | 16 | 74  | 155:120 |
| 5.  | ESV Kaufbeuren          | 44 | 21 | 1   | 1   | 3   | 2   | 16 | 72  | 137:145 |
| 6.  | EV Regensburg           | 44 | 20 | 3   | 2   | 1   | 1   | 17 | 72  | 124:116 |
| 7.  | Düsseldorfer EG         | 44 | 18 | 3   | 2   | 0   | 3   | 18 | 67  | 139:125 |
| 8.  | Krefelder EV            | 44 | 14 | 0   | 2   | 4   | 1   | 23 | 51  | 142:167 |
| 9.  | Starbulls Rosenheim     | 44 | 12 | 1   | 3   | 1   | 1   | 26 | 46  | 111:168 |
| 10. | EV Landshut             | 44 | 11 | 3   | 3   | 0   | 1   | 26 | 46  | 107:154 |
| 11. | Augsburger EV           | 44 | 8  | 1   | 0   | 2   | 2   | 31 | 30  | 95:199  |
| 12. | HSV Young Freezers      | 44 | 6  | 1   | 0   | 2   | 1   | 34 | 23  | 82:197  |

Abkürzungen: Sp. = Spiele, S = Siege, OTS = Siege nach Verlängerung, PSS = Siege nach Penaltyschießen, OTN = Niederlagen nach Verlängerung, PSN = Niederlagen nach Penaltyschießen, N = Niederlagen, Pkt = Gesamtpunkte, T = Tore, GT = Gegentore, Str. = Strafminuten, M = Meister, N = Neuling (Aufsteiger); Endrunde, Endrunden-Qualifikation, Saison beendet

## Endrunden-Qualifikation
Acht Teams spielten die letzten vier Teilnehmer (im Modus Best-of-Three) an der Endrunde aus.
- Eisbären Juniors (3.) vs. EV Landshut (10.) 2:0
- EC Bad Tölz (4.) vs. Star Bulls Rosenheim (9.) 2:1
- ESV Kaufbeuren (5.) vs. Krefelder EV (8.) 1:2
- EV Regensburg (6.) vs. Düsseldorfer EG (7.) 1:2

## Endrunde
Der Deutsche Eishockey Bund richtete das Endturnier um die DNL-Meisterschaft erstmals vom 20. bis 24. März 2016 im Sportforum Berlin aus. Zunächst wurden in zwei Gruppen die vier Teilnehmer am Halbfinale ausgespielt, bevor in den Finalspielen der deutsche Meister ermittelt wurde.

### Gruppe A
| Pl. | Mannschaft         | Sp | S | OTS | OTN | N | Tore | Pkt |
| --- | ------------------ | -- | - | --- | --- | - | ---- | --- |
| 1.  | EC Bad Tölz        | 2  | 2 | 0   | 0   | 0 | 10:2 | 6   |
| 2.  | Jungadler Mannheim | 2  | 1 | 0   | 0   | 1 | 8:7  | 3   |
| 3.  | Krefelder EV 1981  | 2  | 0 | 0   | 0   | 2 | 4:13 | 0   |

### Gruppe B
| Pl. | Mannschaft              | Sp | S | OTS | OTN | N | Tore | Pkt |
| --- | ----------------------- | -- | - | --- | --- | - | ---- | --- |
| 1.  | Kölner EC               | 2  | 1 | 1   | 0   | 0 | 7:2  | 5   |
| 2.  | Eisbären Juniors Berlin | 2  | 1 | 0   | 1   | 0 | 6:4  | 4   |
| 3.  | Düsseldorfer EG         | 2  | 0 | 0   | 0   | 2 | 3:10 | 0   |

### Halbfinale
- EC Bad Tölz – Eisbären Juniors Berlin 1:2 n. V. (0:1, 0:0, 1:0, 0:1)
- Kölner EC – Jungadler Mannheim 1:3 (0:1, 0:1, 1:1)

### Finale
- Eisbären Juniors Berlin – Jungadler Mannheim 3:5 (0:1, 2:1, 1:3)

Leon Gawanke (Eisbären) wurde als wertvollster Spieler des Endturniers ausgezeichnet, Topscorer wurden die beiden Jungadler Julian Napravnik (5 Tore, 1 Vorlage) und Valentin Kopp (1 Tore, 5 Torvorlagen).